# Tingstad flisor

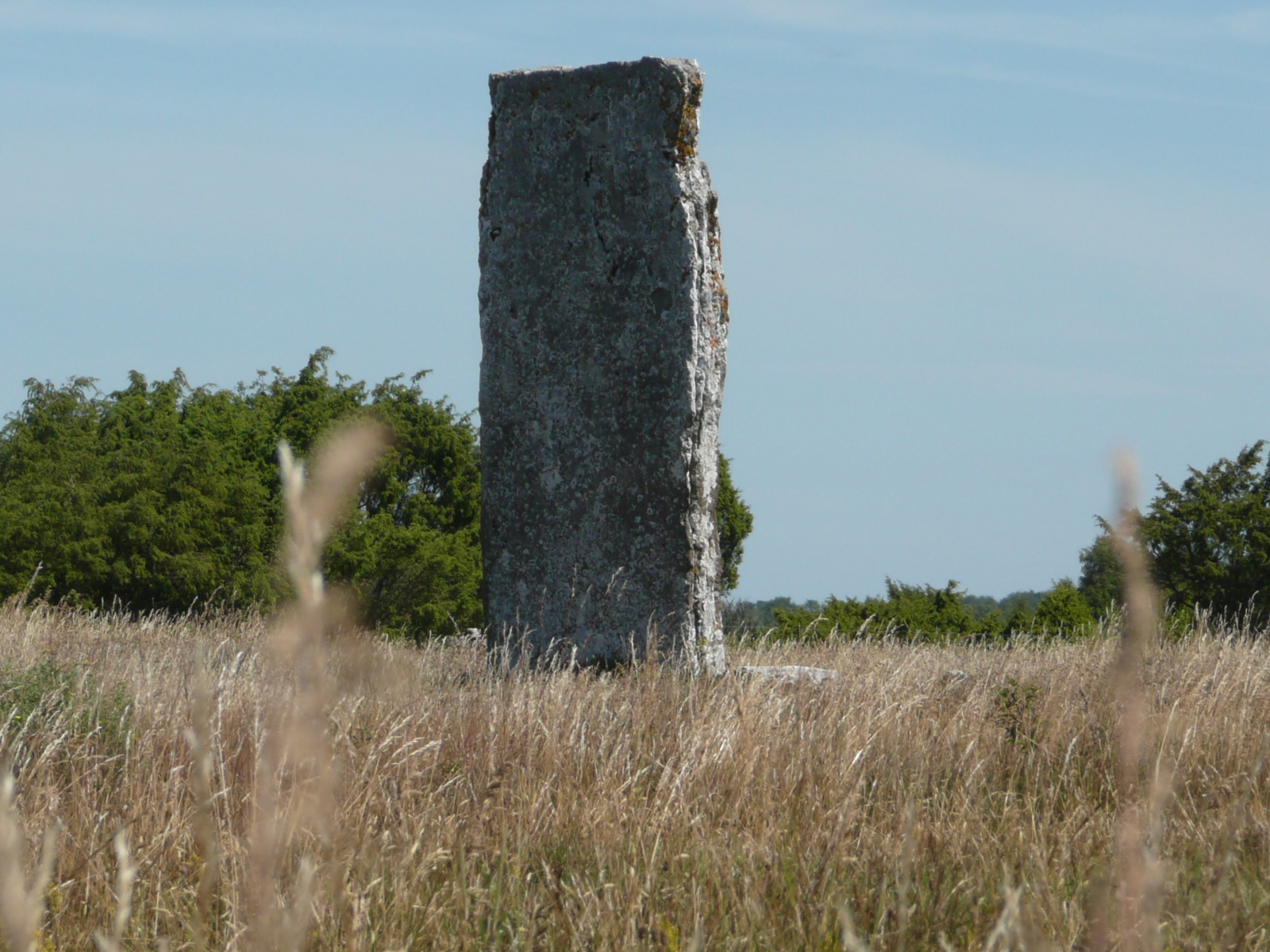
Tingstad flisor

Tingstad flisor sind zwei Kalksteinplatten auf der schwedischen Ostseeinsel Öland; ihr Standort gilt als bekanntester möglicher Thingplatz der Insel.
Die beiden, drei Meter hohen behauenen Kalksteinplatten, stehen aufrecht inmitten der kargen Alvarlandschaft des Stora Alvaret nordöstlich von Kastlösa und dienten vermutlich als Orientierungspunkt. Eine erste urkundliche Erwähnung erfolgte im Jahre 1393. Lediglich durch Überlieferung belegt, wird angenommen, dass die Platten eine Gerichtsstätte markieren. Sie befinden sich auf einem Gräberfeld, das sowohl in der Bronzezeit als auch in der Eisenzeit genutzt wurde. Mehrere bronzezeitliche Rösen befinden sich in der näheren Umgebung.
In der flachen, vegetationsarmen Landschaft waren die Platten von weither zu sehen und dürften auch als Wegweiser gedient haben. Ursprünglich war die Vegetation hier noch geringer, als dies heute der Fall ist. Da die beiden Steine zueinander im Winkel von 90 Grad stehen, gibt es auch Vermutungen, dass sie als Sonnenuhr dienten und Beginn und Ende von Versammlungen anzeigten.